# Папужець реюньйонський
Папужець реюньйонський (Psittacula bensoni) — вимерлий вид птахів родини Psittaculidae. Був ендеміком острова Реюньйон.

## Таксономія
Вид вперше описано у 1973 році з субфосильних решток, що були зібрані на початку 20 століття французьким натуралістом-любителем Луї Етьєном Тіріу, який знайшов їх у печері на горі Ле-Пус на Маврикії. Спершу вид віднесли до роду Lophopsittacus. Назва виду bensoni дано на честь англійського орнітолога Константина В. Бенсона за його роботу з птахами Індійського океану та класифікацію колекцій птахів у Кембриджі.
У 2007 році англійський палеонтолог Джуліан П. Юм перекласифікував L. bensoni як представника роду Psittacula , оскільки він виявив, що він загалом відрізняється від Lophopsittacus, але морфологічно подібний до Psittacula eupatria. Юм також зазначив, що гравюра, яка супроводжує опубліковану версію журналу голландського капітана Віллема ван Вест-Занена 1648 року, може бути єдиним чітким зображенням цього виду.